# Rømø
Rømø este o arie protejată (arie de protecție specială avifaunistică — SPA) din Danemarca întinsă pe o suprafață de 6.964 ha, integral pe uscat.

## Localizare
Centrul sitului Rømø este situat la coordonatele 55°08′14″N 8°31′48″E / 55.137222°N 8.53°E.

## Înființare
Situl Rømø a fost declarat arie de protecție specială avifaunistică în mai 1983 pentru a proteja 28 de specii de animale.

## Biodiversitate
Situată în ecoregiunea atlantică, aria protejată nu include niciun habitat protejat.
La baza desemnării sitului se află mai multe specii protejate de  păsări (28): rață sulițar (Anas acuta), rață lingurar (Anas clypeata), rață pitică (Anas crecca), rață fluierătoare (Anas penelope), gâscă cu cioc scurt (Anser brachyrhynchus), gâscă de semănătură (Anser fabalis), ciuf de câmp (Asio flammeus), buhai de baltă (Botaurus stellaris), Branta bernicla bernicla, fugaci de țărm (Calidris alpina), Calidris alpina schinzii, caprimulg (Caprimulgus europaeus), prundăraș de sărătură (Charadrius alexandrinus), erete de stuf (Circus aeruginosus), erete vânăt (Circus cyaneus), erete cenușiu (Circus pygargus), pescăriță râzătoare (Gelochelidon nilotica), scoicar (Haematopus ostralegus), sfrâncioc roșiatic (Lanius collurio), bătăuș (Philomachus pugnax), ploier auriu (Pluvialis apricaria), cresteț pestriț (Porzana porzana), ciocântors (Recurvirostra avosetta), chiră mică (Sterna albifrons), chiră de baltă (Sterna hirundo), Sterna paradisaea, chiră de mare (Sterna sandvicensis), fluierarul cu picioare roșii (Tringa totanus).